# Namensstreit zwischen Debian und Mozilla
Der Namensstreit zwischen Mozilla und Debian entstand im Jahr 2006, als der Mozilla-Entwickler Mike Connor die Einhaltung bestimmter Bedingungen seitens Debian forderte, um die Marken der Mozilla Corporation weiterhin verwenden zu dürfen. Debian war mit diesen Bedingungen nicht einverstanden und entschied, die modifizierten Versionen der Mozilla-Programme umzubenennen: Firefox in Iceweasel, Thunderbird in Icedove, Sunbird in Iceowl und SeaMonkey in Iceape. Diese Änderungen waren ab Debian 4.0 (Etch) aktiv.
Im März 2016 wurde der Streit beigelegt. In der Folge verwendete Debian wieder die von Mozilla vorgegebenen Bezeichnungen und Logos. In Debian ist Firefox seither in zwei Versionen enthalten: Firefox, das dem regulären Veröffentlichungszyklus folgt, sowie Firefox-esr, dem „Extended Service Release“ mit längerer Unterstützung durch Mozilla.

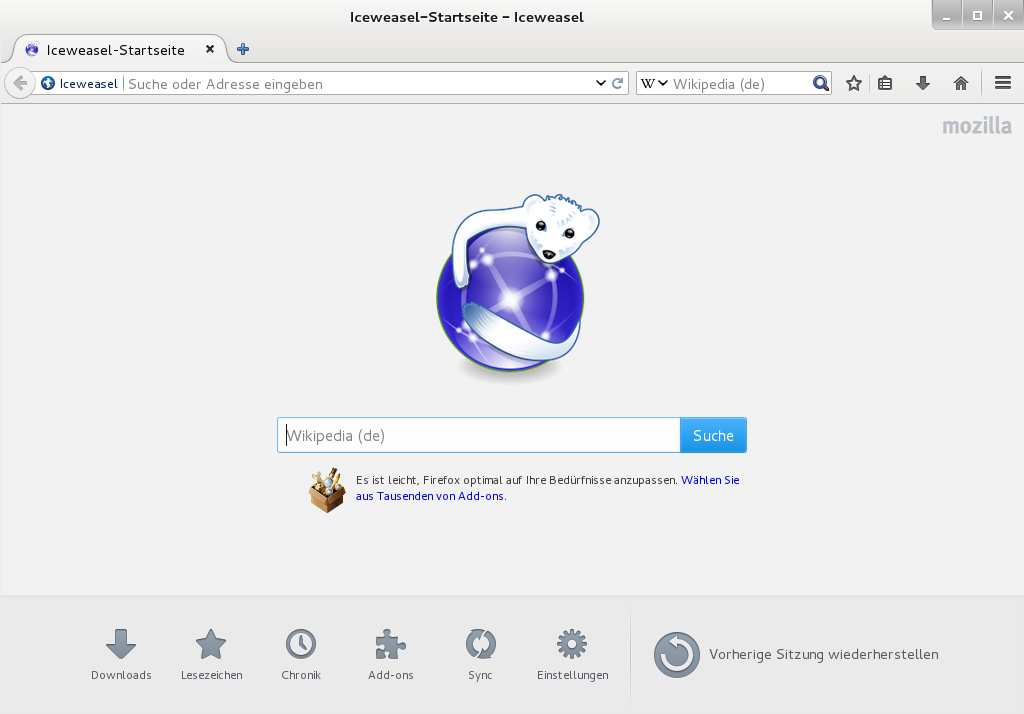
Iceweasel 31.5.3 unter Debian 7 „Wheezy“

## Ursache

Logo der Mozilla Foundation

Logo von Mozilla für Abkömmlinge oder inoffizielle Builds von Firefox

Logo von Firefox in der Zeit von 2013 bis 2017

Logo von Iceweasel

Logo von Icedove

Logo von Seamonkey

Logo von Iceape

Im Juni 2005 gab es bereits eine Diskussion zwischen den Mozilla- und Debian-Entwicklern um die Markenrechte von Mozilla. Zu diesem Zeitpunkt gab die Mozilla Foundation Debian die Rechte, ihre Marken zu benutzen, sofern Debians Änderungen in gewissen, nicht genauer angegebenen Grenzen blieben.
Infolge der Gründung von Mozilla Corporation wurden die Markenrechte auf dieses Unternehmen übertragen. Dabei sei man über Ubuntu darauf gestoßen, dass der Name „Firefox“ ohne die Logos und Icons von Mozilla entgegen der Mozilla Trademark Policy bei Debian verwendet wurde. Daraufhin wurde dies bei Debian im Februar 2006 als Fehler gemeldet und es entwickelte sich eine Diskussion.
Wegen dieser Streitigkeiten haben sich die Verantwortlichen aus dem Debian-Projekt entschlossen, die Mozilla-Produkte als Bestandteile der Debian-Distribution umzubenennen. Eine entsprechende Bitte des Debian-Projektes, die Namensänderung wegen der nahenden Veröffentlichung der Version 4.0 („Etch“) zu verschieben, wurde von der Mozilla Corporation abgelehnt. Firefox erhielt daraufhin den Namen Iceweasel und Thunderbird wurde zu Icedove.
Im selben Monat wurde beschlossen, SeaMonkey in Iceape umzubenennen. Zwar wird SeaMonkey außerhalb von Mozilla weiterentwickelt, doch die Mozilla Corporation arbeitete auch in diesem Fall daran, den Produktnamen sowie die Logos als Marke zu registrieren, und hat auch angedeutet, die Patches auch hier jeweils vorher untersuchen und absegnen zu wollen. Am 19. Oktober 2006 wurde die Marke schließlich Mozilla zugeteilt.

## Anliegen von Mozilla
Das Ziel der restriktiven Politik der Mozilla Corporation hinsichtlich der Verwendung ihrer Produktnamen und Logos sei es unter anderem, dass Fehler und Probleme von Abkömmlingen der Mozilla-Produkte nicht den Ruf des Mozilla-Projektes schädigten und dass ein Namensmissbrauch verhindert werde. Außerdem sollen Aussehen, Bedienung und Fähigkeiten auf allen Plattformen und Distributionen möglichst gleich sein.
Deshalb müsse Debian die entsprechenden Icons in ihrer Distribution verwenden und darüber hinaus sollen Debians Änderungen und Ergänzungen am Quelltext von Mozilla vor der Veröffentlichung auf Qualität und Sicherheit geprüft werden. Des Weiteren stört es Mozilla, dass Debian die alten Versionen mit Sicherheitspatches versorgt, statt diese auf neuere Versionen aufzurüsten.
Das Markenrecht allein reiche für den Schutz der Logos nicht aus, weshalb diese als Bestandteil der Softwareprodukte nicht unter einer freien Lizenz veröffentlicht werden können. So will Mozilla darauf Einfluss nehmen, auf welchem Hintergrund sich das Logo befinden darf.

## Anliegen von Debian
Debian hingegen hat eine strenge Richtlinie, genannt Debian Free Software Guidelines, welcher alle Teile des Debian-Projektes folgen müssen. Unfreie Lizenzen für Logos und Icons, wie Mozilla sie verwendet, widersprechen dieser. Diese Marken können hingegen durch das Markenrecht geschützt werden, was auch von Debian toleriert wird. Würde Debian diese Dateien mit den Produkten mitliefern, müsste es sie als „unfreie“ Software klassifizieren und aus der regulären Distribution entfernen.
Darüber hinaus hatte Debian die Befürchtung, die Prüfungen durch Mozilla würden Veröffentlichungen und Sicherheitspatches unangemessen verzögern. Die Änderungen von Debian, die nicht debianspezifisch sind, werden den ursprünglichen Entwicklern (hier: Mozilla) sofort gegeben.
Außerdem wunderte sich Debian, dass die zuvor gegebene Erlaubnis entzogen wurde, obwohl Debian zu dem Zeitpunkt weniger Änderungen als damals vorgenommen hat. Insbesondere das Ersetzen der Icons wurde auch damals praktiziert.
Um die Mozilla-Produkte weiterhin mit dem Debian-Betriebssystem ausliefern zu können, um unabhängig von der Genehmigung der Mozilla Corporation Änderungen vornehmen zu können und um die Forderungen der Mozilla Corporation umzusetzen, entschied sich Debian zur Umbenennung und zur Benutzung eigener Logos und Icons.

## Reaktionen auf die Umbenennung
In der Gemeinde der Firefox-Anwender wurde diese Entwicklung kritisch diskutiert und die Befürchtung geäußert, der Streit zwischen den beiden großen Open-Source-Projekten und der Vertrieb des Firefox-Browsers unter verschiedenen Namen könne seiner Weiterentwicklung, Verbreitung und Bekanntheit schaden. Des Weiteren erschwere die Umbenennung Internetrecherchen. Auf der anderen Seite wurde die Entwicklung als gütliche Einigung gesehen, die beiden Projekten nutze.

## Firefox und Thunderbird in Ubuntu
Während Ubuntu auf Debian basiert und vor diesem Streit auch den freien Globus von Mozilla als Logo unter dem Namen Firefox verwendete, einigte sich Canonical mit Mozilla. Seit Edgy Eft (6.10) kommen Firefox und Thunderbird unter Ubuntu mit den ursprünglichen Logos. Paradoxerweise soll Ubuntu dabei wesentlich umfangreichere Änderungen am Quellcode als Debian getätigt haben. Mike Hommey – ein Debian-Entwickler – erklärt, Debian hätte beim Iceweasel 6 Dateien verändert, die von Ubuntu nicht verändert wurden, Ubuntu-Entwickler hätten dafür Veränderungen an 46 Dateien vorgenommen, die von Debian nicht angetastet wurden. Die restlichen gegenüber dem ursprünglichen Mozilla-Quelltext veränderten Dateien seien bei Debian und Ubuntu die gleichen.

## GNUzilla und GNU IceCat

Logo von IceCat

Unabhängig von den Meinungsverschiedenheiten zwischen den Debian-Entwicklern und der Mozilla Corporation hatte ein kleines Team im Rahmen des GNU-Projekts das GNUzilla-Projekt initiiert, dessen Ziel es ist, vollständig freie Varianten einiger Softwareprodukte aus dem Mozilla-Projekt herauszugeben. Der ursprüngliche Name der GNUzilla-Variante des Browsers Mozilla Firefox lautete ebenfalls GNU IceWeasel, im Gegensatz zum Namen des Debian-Pakets mit großem „W“. Nach kurzer Zeit wurde es jedoch umbenannt in GNU IceCat. An IceWeasel wird unabhängig von Debians Iceweasel gearbeitet. Debian- und GNUzilla-Entwickler gaben bekannt, Möglichkeiten einer zukünftigen Zusammenarbeit ausloten zu wollen. Im August 2007, zwei Jahre nach Beginn des Projekts, war Firefox die einzige Mozilla-Anwendung, dessen GNUzilla-Variante Aktivität verzeichnete.
Auf der Website von GNUzilla und IceCat wurde im August 2007 die GNUzilla-Fassung des Firefox als Testversion zum Herunterladen angeboten, andere Bestandteile der Mozilla-Produktpalette fehlten. GNUzilla wird als Name für das beherbergende Projekt analog zu dem Namen Mozilla verwendet. Ein Softwareprodukt, das den Namen GNUzilla trägt, gibt es nicht.
Die gleiche Namensgebung seitens GNUzilla und Debian (bis auf die Großschreibung) hat zu Missverständnissen geführt, so dass viele meinten, Debian selbst und nicht GNUzilla würde diese vielen Änderungen vornehmen, verbreiten und nicht angemessen mit Mozilla zusammenarbeiten. Andere Debianbenutzer meinten, sie bekämen jetzt GNUzillas IceWeasel statt Firefox und waren teilweise darüber verärgert. Letztendlich entschied sich das GNUzilla-Team im September 2007, den Namen ihrer Firefox-Variante in IceCat zu ändern.
GNUzilla entfernt, nicht anders als einige Linuxdistributionen auch, nichtfreie Bestandteile aus dem Quellcode von Firefox. Darüber hinaus haben die GNU-Entwickler auch einige kleine Änderungen bezüglich der Funktionalität vorgenommen. Dazu gehört die Erkennung von sogenannten Zählpixeln. Eine vollständige Liste der Modifikationen befindet sich auf der GNUzilla-Website. Einige dieser Modifikationen bereiten Schwierigkeiten beim Übernehmen von neueren Änderungen von Firefox in dessen GNUzilla-Ableger.

## Weitere Umbenennungen
Außer dem Debian-Projekt und dem GNUzilla-Projekt wurde auch beim inoffiziellen Ubuntu-Derivat gNewSense für den Mozilla Firefox ein anderer Name gewählt: BurningDog. Dieser Name entspricht ebenfalls dem Schema, einen elementaren Zustand mit einem Tier zu kombinieren.